# オッペアーノ
オッペアーノ（伊: Oppeano）は、イタリア共和国ヴェネト州ヴェローナ県にある、人口約10,000人の基礎自治体（コムーネ）。

## 地理

### 位置・広がり

#### 隣接コムーネ
隣接するコムーネは以下の通り。
- ボヴォローネ
- ブッタピエトラ
- イーゾラ・デッラ・スカーラ
- イーゾラ・リッツァ
- パルー
- ロンコ・アッラーディジェ
- サン・ジョヴァンニ・ルパトート
- ゼーヴィオ

### 気候分類・地震分類
気候分類では、zona E, 2340 GGに分類される。
また、イタリアの地震リスク階級 (it) では、zona 3 (sismicità bassa) に分類される。

## 行政

### 分離集落
オッペアーノには、以下の分離集落（フラツィオーネ）がある。
- Ca' degli Oppi, Mazzantica, Vallese, Villafontana

## 姉妹都市
- モンテグラナーロ、イタリア
- メレート・ディ・トンバ、イタリア